# Ministerstwo Kultury, Dziedzictwa Narodowego i Sportu
Ministerstwo Kultury, Dziedzictwa Narodowego i Sportu (MKDNiS) – polskie ministerstwo obsługujące ministra właściwego do spraw działów administracji rządowej kultura, dziedzictwo narodowe oraz sport.
Ministerstwo zostało utworzone 1 marca 2021 w drodze połączenia Ministerstwa Kultury i Dziedzictwa Narodowego z Ministerstwem Sportu. Ministerstwo zostało zlikwidowane 26 października 2021. Zostało ponownie zastąpione przez Ministerstwa Kultury i Dziedzictwa Narodowego i Ministerstwo Sportu i Turystyki.

## Kierownictwo[3]
- Piotr Gliński (PiS) – minister kultury, dziedzictwa narodowego i sportu od 6 października 2020
- Jarosław Sellin (PiS) – sekretarz stanu od 2 marca 2021
- Szymon Giżyński (PiS) – sekretarz stanu od 1 grudnia 2021
- Wanda Zwinogrodzka – podsekretarz stanu od 2 marca 2021
- Jarosław Czuba – dyrektor generalny

## Struktura organizacyjna
W skład ministerstwa wchodzi Gabinet Polityczny Ministra oraz następujące jednostki organizacyjne:
- Departament Dziedzictwa Kulturowego
- Departament Dziedzictwa Kulturowego Za Granicą i Strat Wojennych
- Departament Finansowy
- Departament Funduszy i Spraw Europejskich
- Departament Infrastruktury Sportu
- Departament Legislacyjny
- Departament Mecenatu Państwa
- Departament Nadzoru Właścicielskiego
- Departament Nadzoru w Sporcie
- Departament Narodowych Instytucji Kultury
- Departament Ochrony Zabytków
- Departament Sportu dla Wszystkich
- Departament Sportu Wyczynowego
- Departament Szkolnictwa Artystycznego i Edukacji Kulturalnej
- Departament Własności Intelektualnej i Mediów
- Departament Współpracy z Zagranicą
- Biuro Audytu Wewnętrznego i Kontroli
- Biuro Dyrektora Generalnego
- Biuro Finansów i Księgowości
- Biuro Kadr i Szkolenia
- Biuro Ministra
- Centrum Informacyjne.

Organ nadzorowany przez ministra:
- Naczelny Dyrektor Archiwów Państwowych